# Питерхаус
Питерхаус (англ. Peterhouse) — один из 31-го колледжей Кембриджского университета (Великобритания). Основан в 1284 году Хуго де Балшем, епископом города Или; это первый по времени основания колледж Кембриджа.

## Мастер колледжа
См. Список мастеров Питерхауса, Кембридж
В разное время колледж возглавляли известные государственные и религиозные деятели, ученые, такие как, историк и хронист, священник Джон Уоркуорт, сторонник «высокой церкви», епископ Джон Косин, бывший колониальный губернатор Цейлона, востоковед и переводчик буддийских текстов Роберт Челмерс, британский военачальник, фельдмаршал Великобритании и фельдмаршал Австралии Уильям Бидвуд, британские историки Герберт Баттерфилд, Джон Кларк и Хью Тревор-Ропе, британский химик Джон Томас.
С июля 2023 года Мастером колледжа является профессор Энди Паркер.

## Известные выпускники
- Бэббидж, Чарлз — английский математик, изобретатель первой аналитической вычислительной машины
- Грей, Томас — английский поэт-сентименталист XVIII века, предшественник романтизма, историк литературы
- Кавендиш, Генри —  британский физик и химик
- Клуг, Аарон — британский и южноафриканский биохимик, лауреат Нобелевской премии по химии (1982)
- Левитт, Майкл — британский, израильский и американский биофизик, лауреат Нобелевской премии по химии (2013)
- Мартин, Арчер Джон Портер — английский биохимик и физико-химик, лауреат Нобелевской премии по химии (1952)
- Мендес, Сэм — английский кинорежиссёр и продюсер, обладатель премии «Оскар» за лучшую режиссуру
- Муденда, Элайджа — замбийский политический деятель, премьер-министр Замбии (1975—1977)
- Перуц, Макс — английский биохимик австрийского происхождения, лауреат Нобелевской премии по химии (1962)
- Раус, Эдвард Джон — английский механик и математик
- Рот, Клаус Фридрих — британский математик, лауреат Филдсовской премии (1958)
- Стерн, Николас — шеф-экономист Всемирного банка и Европейского банка реконструкции и развития
- Томсон, Уильям (лорд Кельвин) — шотландско-ирландский физик и механик
- Тэйт, Питер Гатри — шотландский математик и физик
- Фицрой, Огастес, 3-й герцог Графтон — 11-й премьер-министр Великобритании (1768—1770)
- Фишер, Тибор — английский писатель
- Хопкинс, Уильям — английский геолог и математик
- Янг, Уильям Генри —  британский математик

Питерхаус
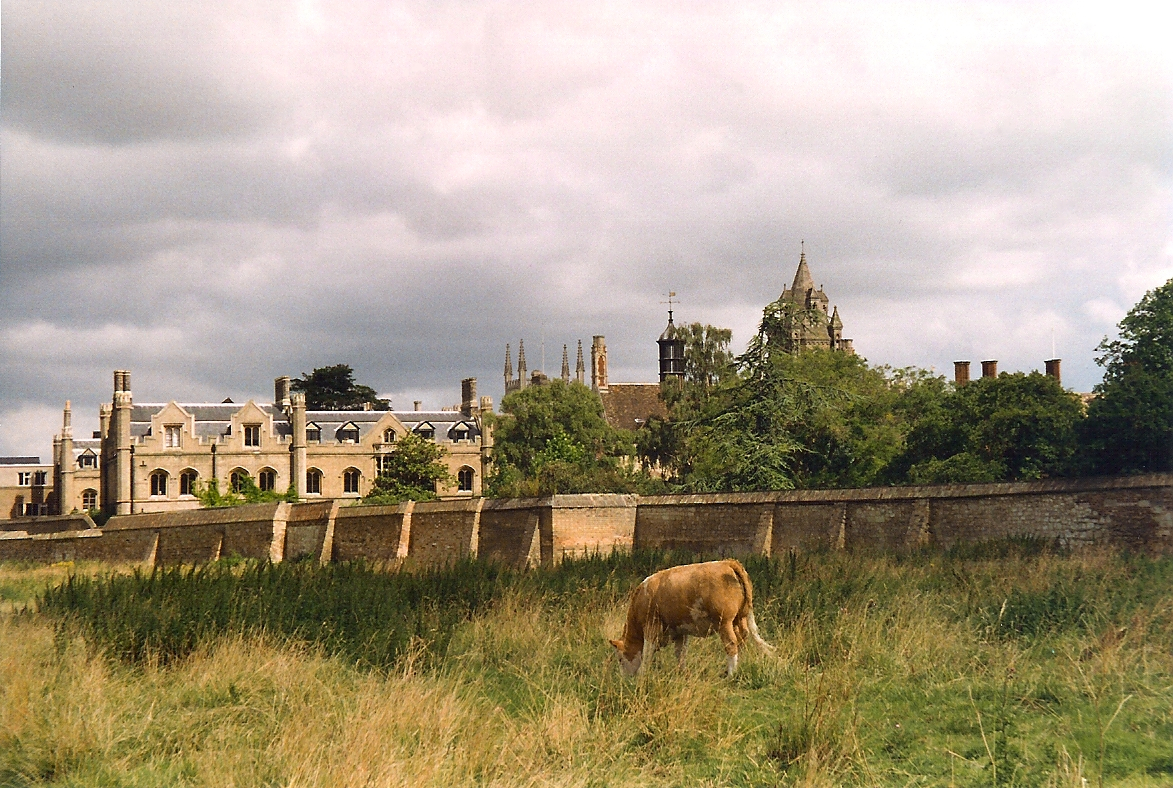
Вид с приречных лугов на Питерхаус
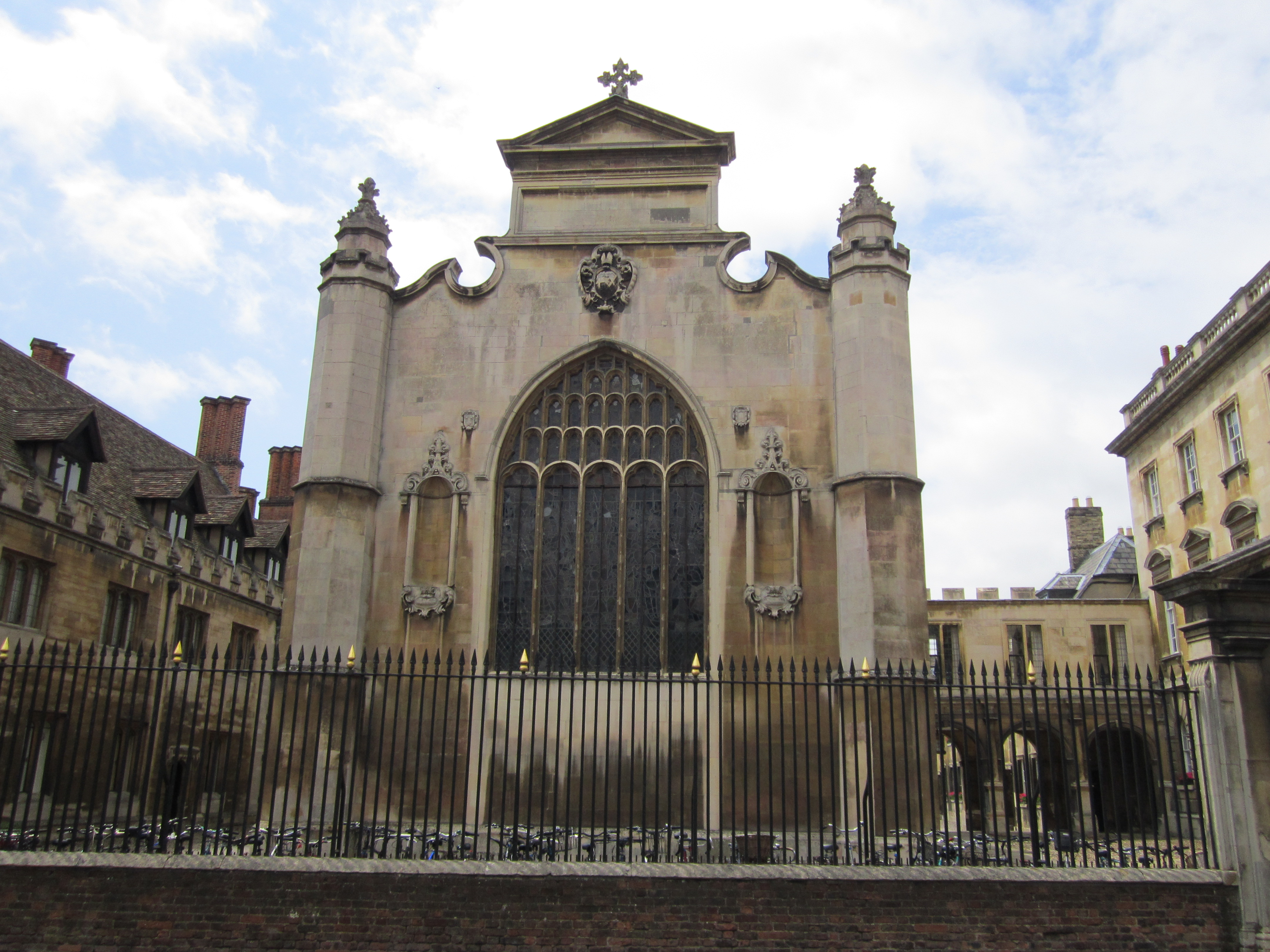
Церковь
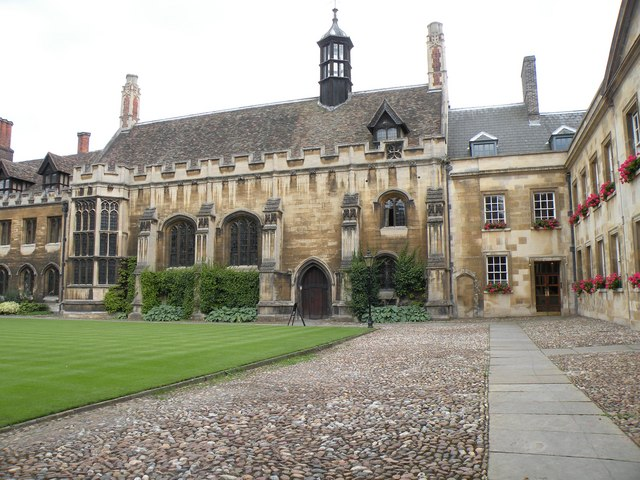
Вид на Главный зал
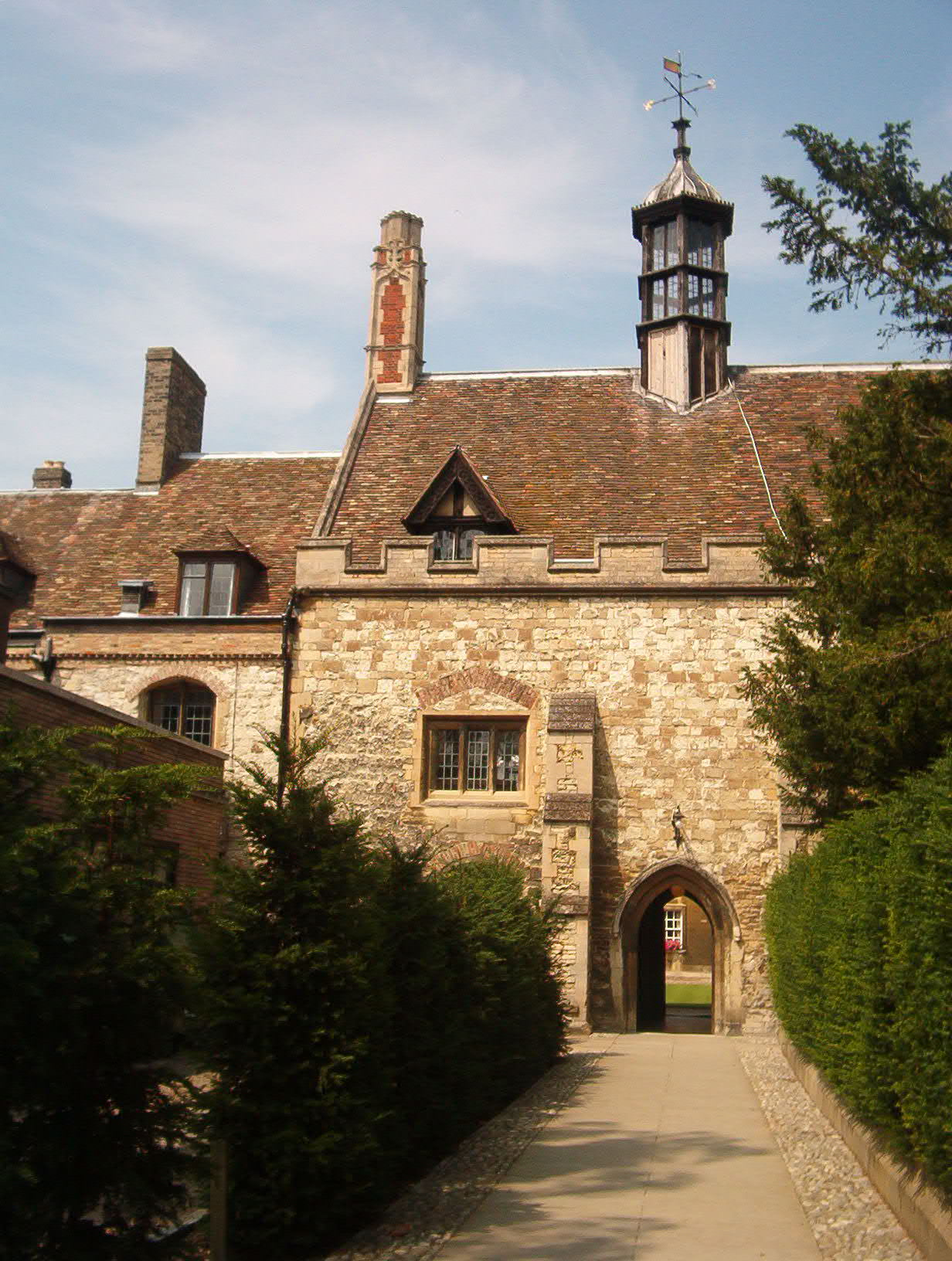
Вид на Главный зал со стороны парка
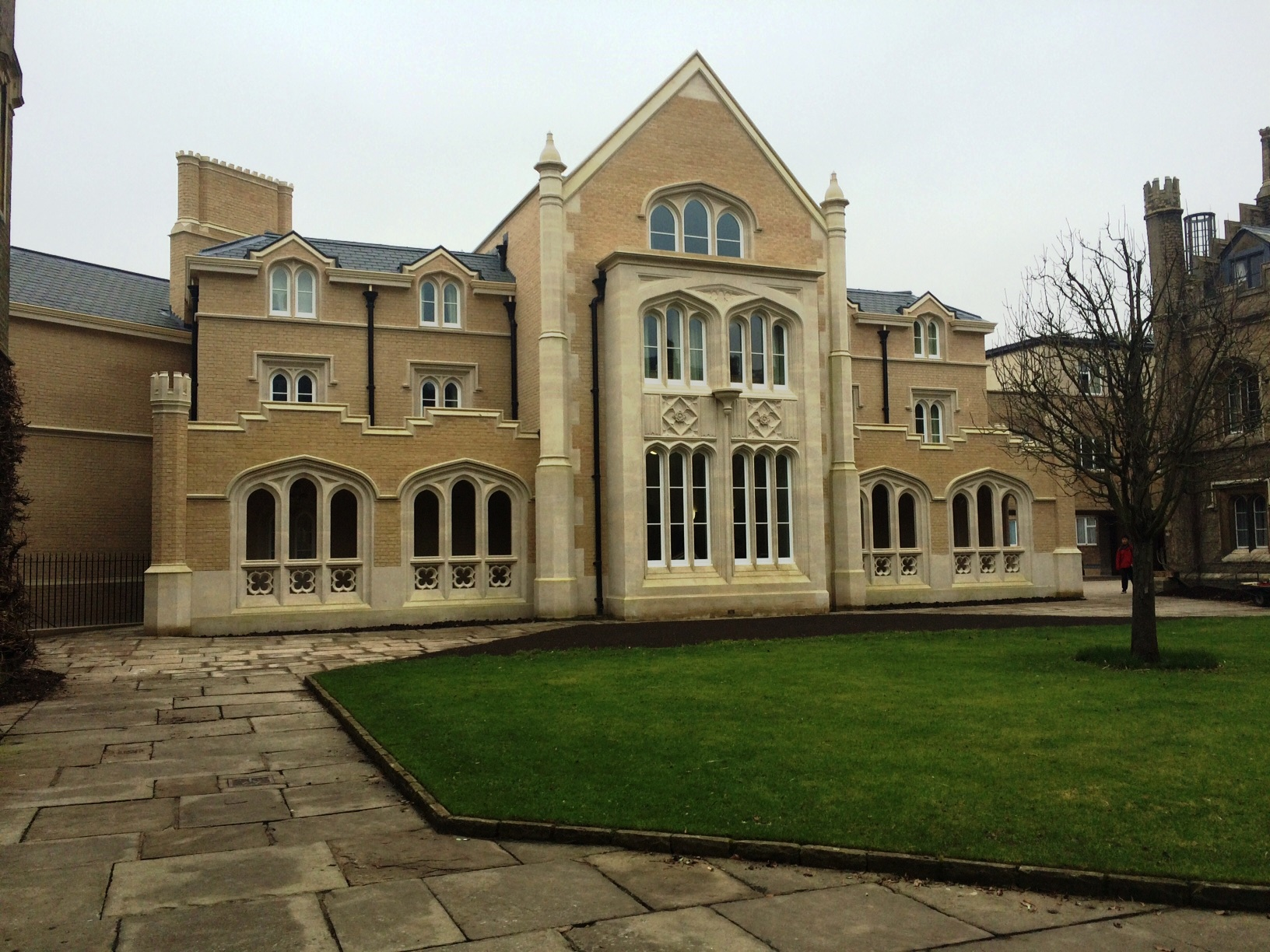
Двор Гисборна
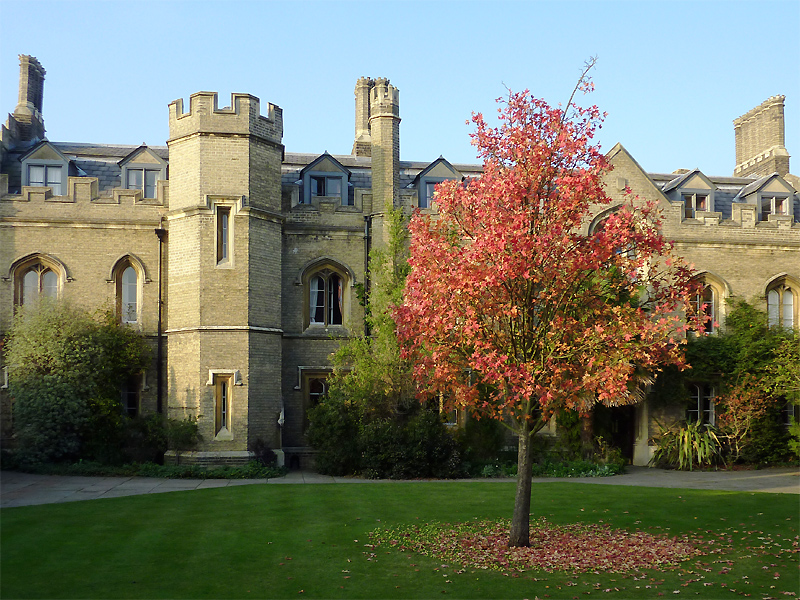
Двор Гисборна
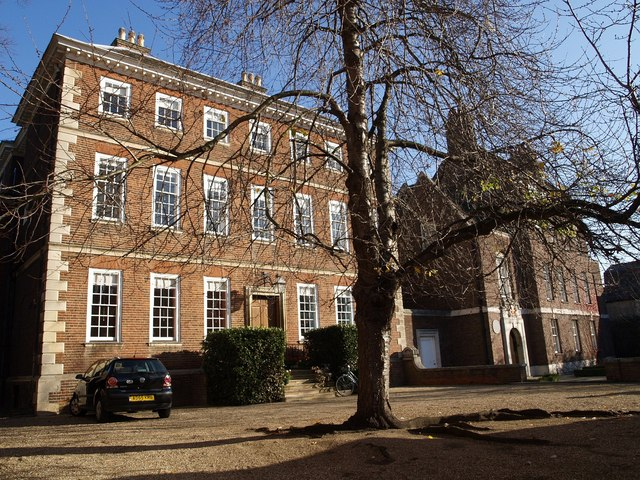
Дом Мастера колледжа
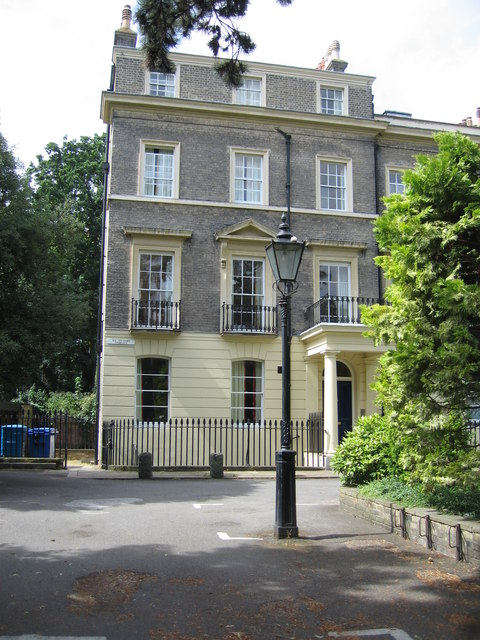
Терраса Святого Петра
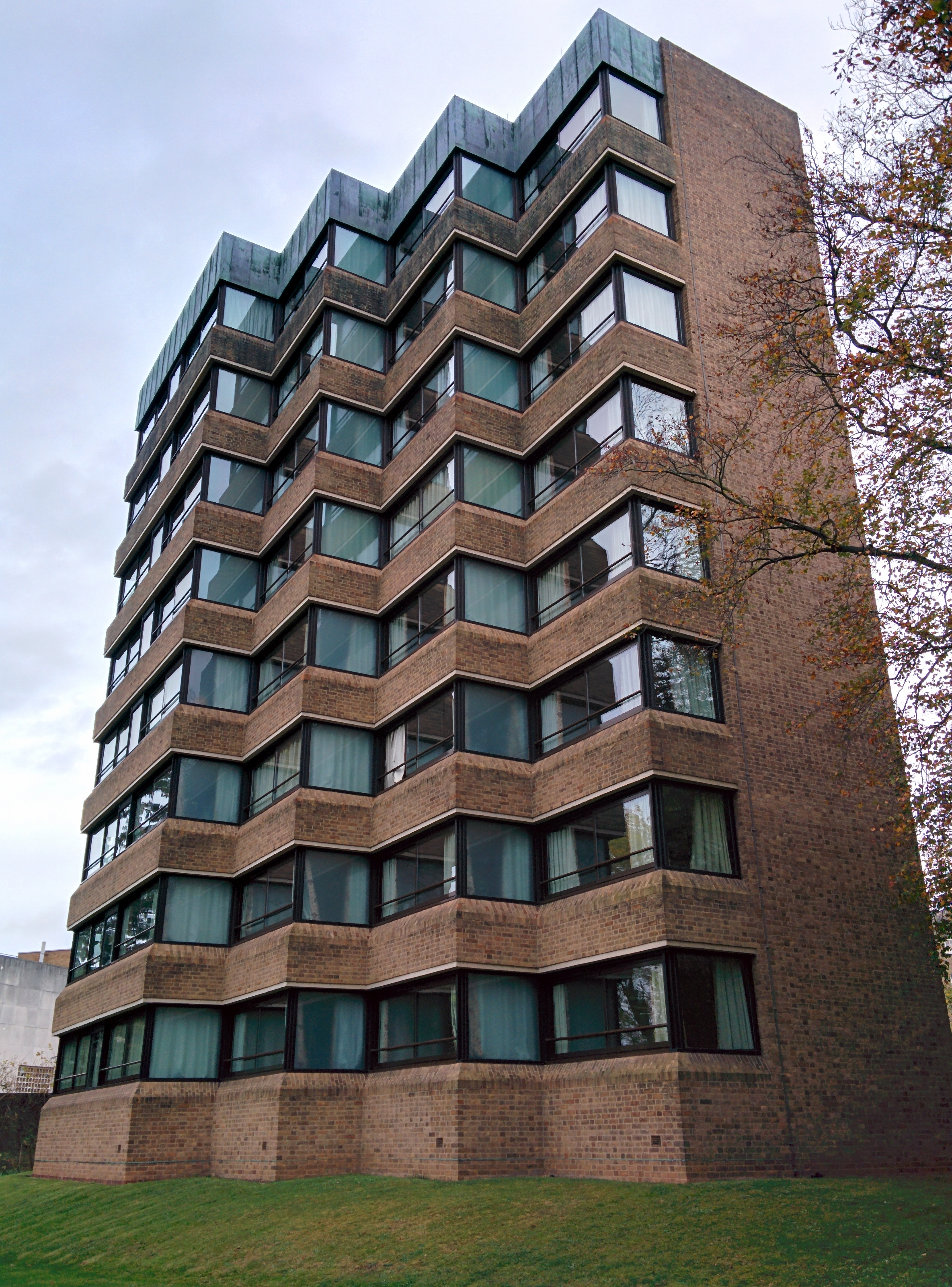
Уильям Стоун Билдинг (общежитие для студентов)
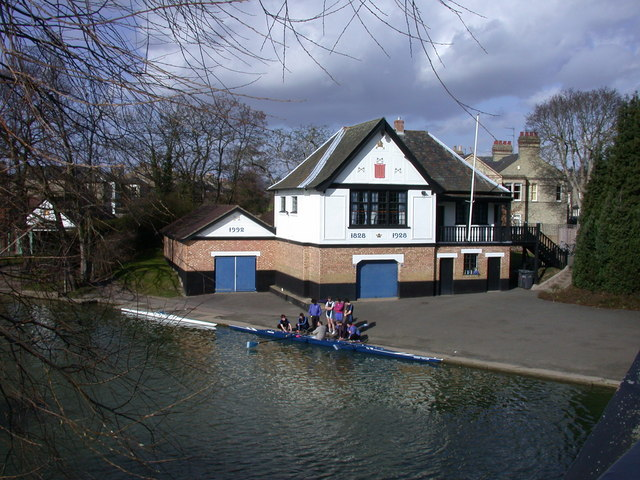
Лодочная станция колледжа на реке Кем